# Englischer Bär

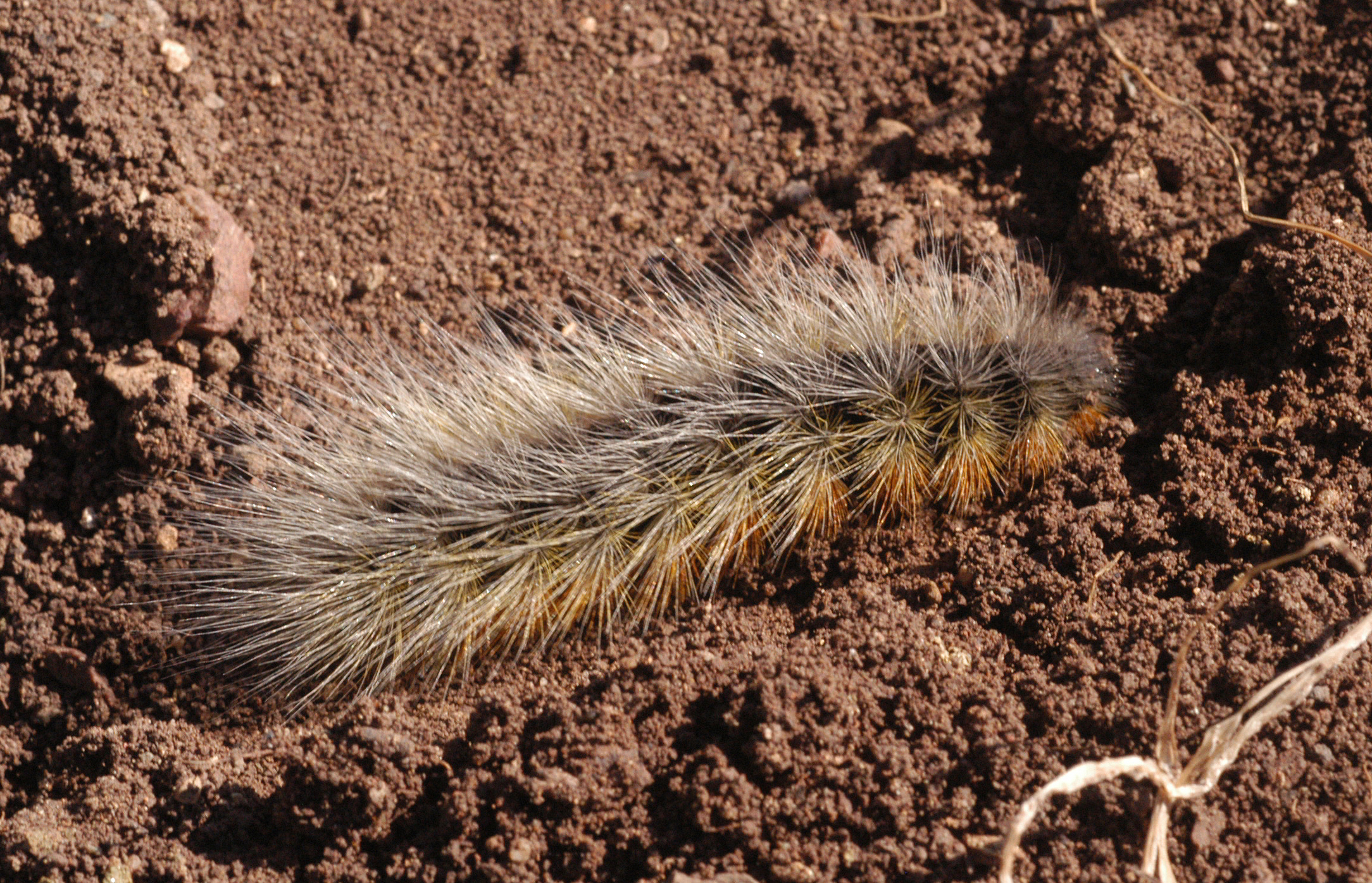
Raupe des Englischen Bären

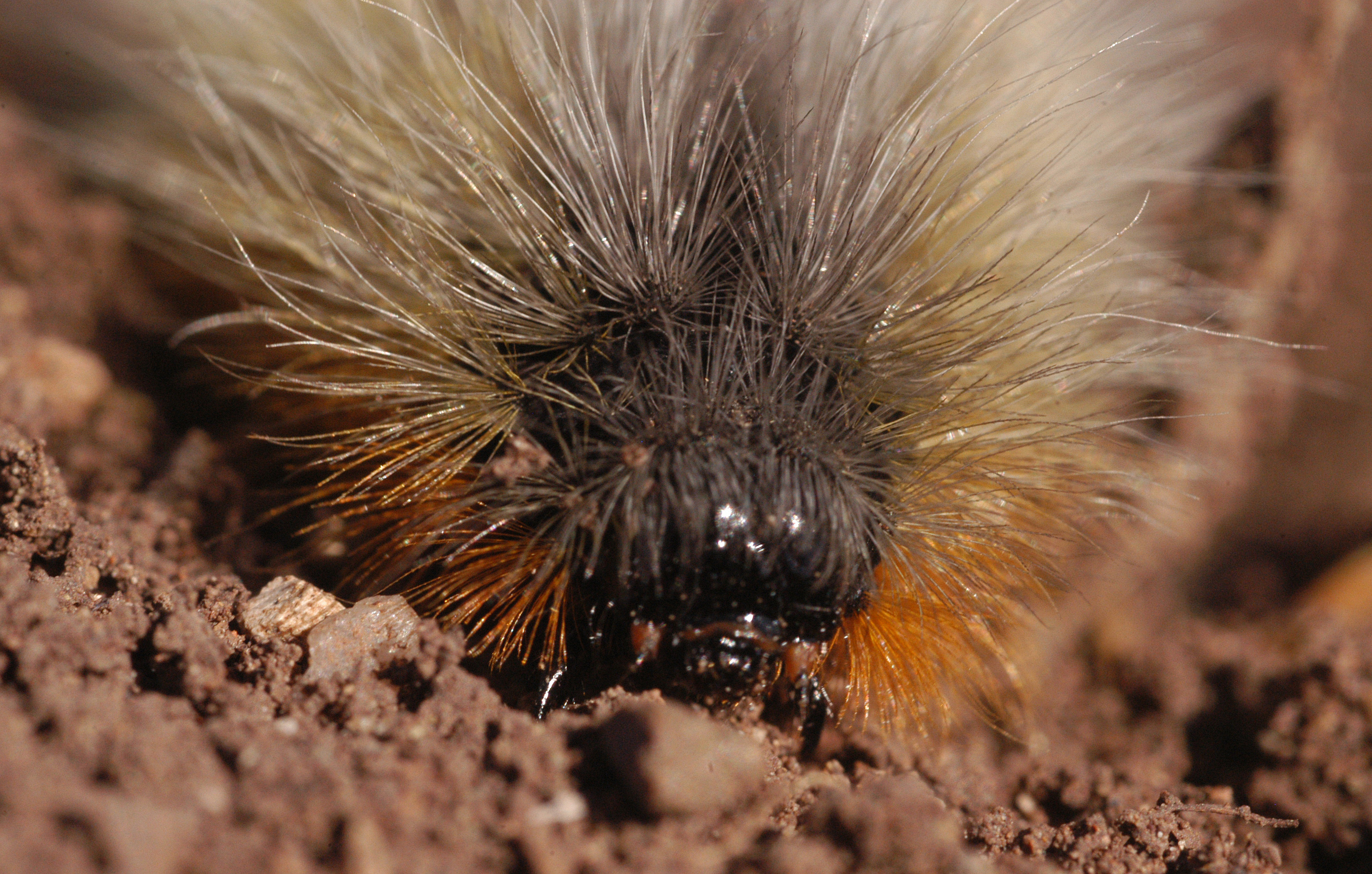
Fresswerkzeuge der Raupe

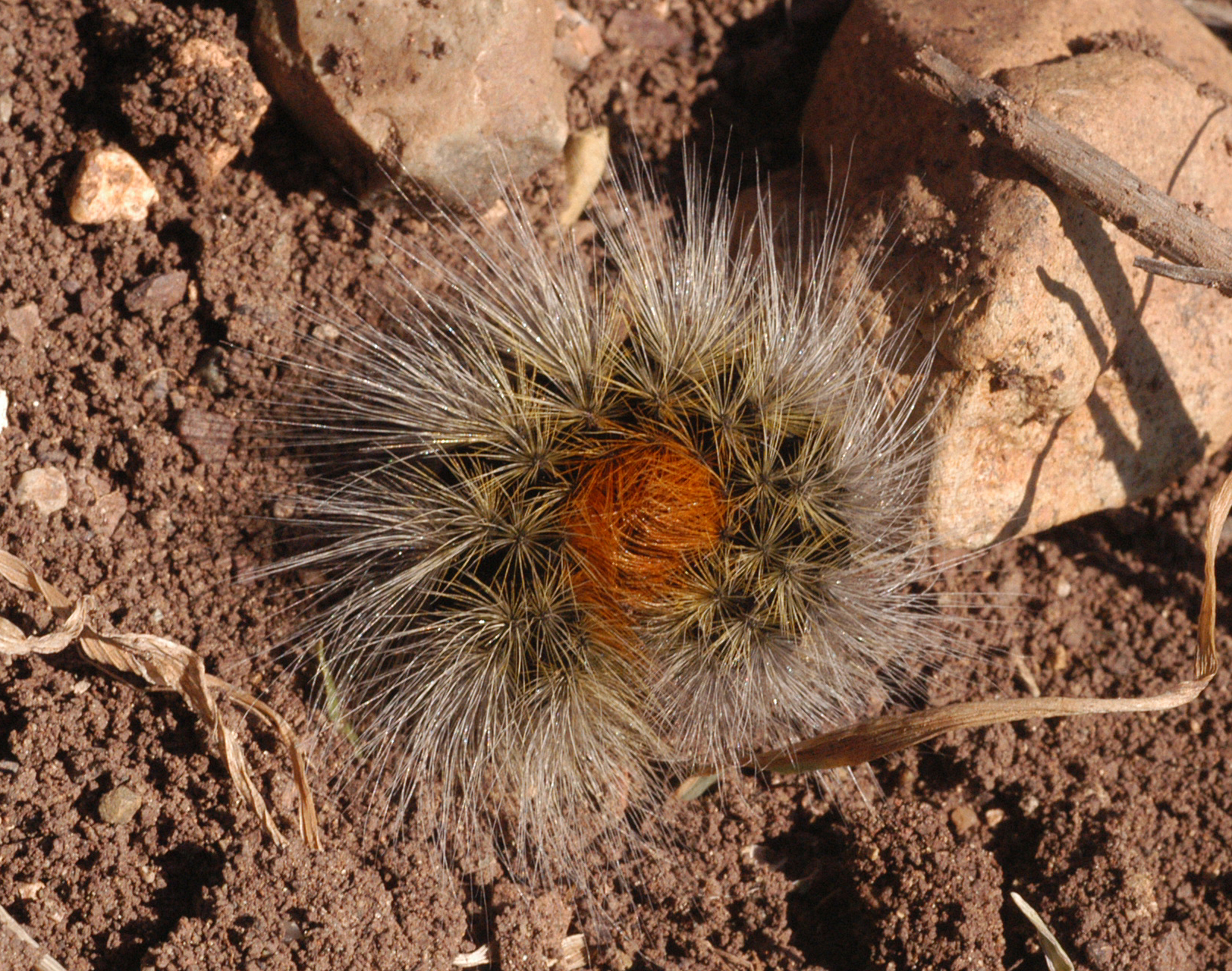
Raupe in Schreckstellung

Der Englische Bär (Arctia festiva) ist ein Schmetterling (Nachtfalter) aus der Unterfamilie der Bärenspinner (Arctiinae).

## Beschreibung
Die Falter erreichen eine Flügelspannweite von 45 bis 60 Millimetern. Sie haben weiße, braungelb gesäumte Vorderflügel, auf denen mehrere zum Teil unterbrochene schwarze Querbinden zu erkennen sind. Die Hinterflügel sind hellrot und haben schwarze Flecken. Die Fühler der Männchen sind gekämmt, während die der Weibchen leicht gesägt sind. Die Weibchen sind auch dicker und im Fliegen schwerfälliger als die Männchen.
Die Raupen werden bis zu 50 Millimeter lang. Sie sind dunkelgrau und haben hellgraue und lange hellgelbliche Haare. An den unteren Seiten sind die Haare fuchsrot.

## Lebensraum
Sie kommen stellenweise in Süd- und Mitteleuropa in sonnigen und warmen Gegenden auf sandigen oder kalkigen Böden vor. Sie fliegen von Ende April bis Juli.
In Deutschland wurden sie seit den 1970er Jahren nicht mehr gesichtet.

## Lebensweise
Die Tiere sind nachtaktiv und kommen mit einer Generation pro Jahr vor. Das Weibchen ist durch die Last ihrer Eier sehr träge und beginnt erst zu fliegen, wenn es einen Teil von ihnen abgelegt hat.

## Nahrung der Raupen
Die Raupen fressen eine Vielzahl verschiedener niederer Kräuter wie z. B.:
- Löwenzahn (Taraxacum) (Taraxacum spec.)
- Feld-Thymian (Thymus pulegioides)
- Gemeine Schafgarbe (Achillea millefolium)
- Wolfsmilch (Euphorbia spec.)
- Wegerich (Plantago spec.)

## Entwicklung
Das Weibchen legt ihre gelben Eier mehrschichtig auf der Unterseite von Blättern ab. Die Raupen haben nicht nur im Winter, sondern auch im Sommer, als Anpassung an die heißen Lebensräume, eine Fress- bzw. Ruhepause. Sie benötigen nach der Winterruhe oft nur kurze Zeit, um ausgewachsen zu sein und verpuppen sich teilweise schon im März am Boden in einem weiß-grauen, weichen Gespinst.